# Halasi Nemes Tanács
A Halasi Nemes Tanács kiskunhalasi civil, tanácsadócsoport, amelynek célja, hogy a város irányító szerveinek tanácsokat, javaslatokat adjon.

## Története
1979 késő őszén néhány fiatal szociológus, szociográfus (Varga Csaba, Kamarás István) kezdeményezésére ülést hívtak össze a Művelődési Házban, hogy a kiskunhalasi értelmiség és alkotó közösséget megmozgatva tanácsadó szervezetet hozzanak létre. A város jobbítására 64 pontos javaslatgyűjteményt alkottak és vitattak meg. Az állampárt azonban nem engedélyezte a további összejöveteleket. 
A kezdeményezés a ma részvételi demokrácia néven ismert elképzelések egyik első formája volt Magyarországon és Közép-Európában. Ma már a nyugati világ számos, több ezer településen ez az egyik válasz a társadalmi- és gazdasági problémák megoldására. Hazánkban először Kiskunhalason indult meg ez a modern demokrácia lehetőség. 
A Nemes Tanács 1991. novemberben alakult újjá, a Városi Ifjúsági Műhely kezdeményezésére a Városi Könyvtárban. Havonként, majd rendszertelenül megtartott ülésein a város vezetői, értelmisége vitatta meg a városszépítés, a Halasi csipke, a környezetvédelem, az oktatásügy, az ifjúságügy, a kultúraszervezés stb. kérdéseit, tárgyköreit. A szervezet 1993-ra érdektelenség miatt megszűnt.
2007 novemberében újra összehívták, és alapszabályt alkotva, majd egy 2008-as képviselő-testületi döntés értelmében az önkormányzat tanácsadó testületévé tették, ami előterjesztést adhatott be. Ezt 2010 őszén az önkormányzat elvette tőle. A Halasi Nemes Tanács a hatékony munka érdekében munkacsoportokat hozott létre a munkaügy, a cigányügy, a médiaügy, az egészségügy, a sportügy és a környezetvédelem területein. Civil javaslataival próbál a város jobbítása érdekében tevékenykedni.

## 2007 óta javaslatai, előterjesztései
- Korda Imre (1853-1914) tanár, író, újságíró, a kiskunhalasi sajtó elindítójának emléktábla készítése, avatása (2009)
- Helytörténetileg fontos közterületek neveinek magyarázótáblával való ellátása Kiskunhalason (2009)
- Fényszennyezés visszaszorítása érdekében intézkedések Kiskunhalason (2009)
- Kiskunhalas városa csatlakozása a "Helyi Szövetség a családért" mozgalomhoz (2010)
- Közmeghallgatások számának négyre növelése 2010-ben (2010)
- Boróka Civil és Ifjúsági Ház épülete tetőterének beépítése további városi kulturális, közösségi és civil tér, irodák kialakítása (2010)
- A kiskunhalasi Csetényi emlékpark növény- és állatvilágát bemutató információs táblák kihelyezése (2010)
- Kiskunhalas városa csatlakozása a Klímabarát Települések Szövetségéhez (2010)
- Kiskunhalasi képviselő testület által kiírt civil pályázat módosítása (2010)
- Vári Szabó István kiskunhalasi polgármester sírján elhelyezett hibás adatokkal ellátott emléktábla lecserélése (2010)

## Külső hivatkozás
- Halasi Nemes Tanács
- Halasi Nemes Tanács története Archiválva 2011. október 23-i dátummal a Wayback Machine-ben